# Volkswagen Lupo
O Volkswagen Lupo (Typ 6X) é um carro urbano produzido pela montadora alemã Volkswagen, de 1998 a 2005. Partilha a maioria dos seus aspectos com o SEAT Arosa do Grupo Volkswagen, ambos derivados da plataforma Volkswagen Polo Mk3. As principais diferenças são encontradas no estilo e no equipamento. O nome Lupo é latino, significando lobo, e recebeu o nome de sua cidade natal, Wolfsburg.

## História do modelo

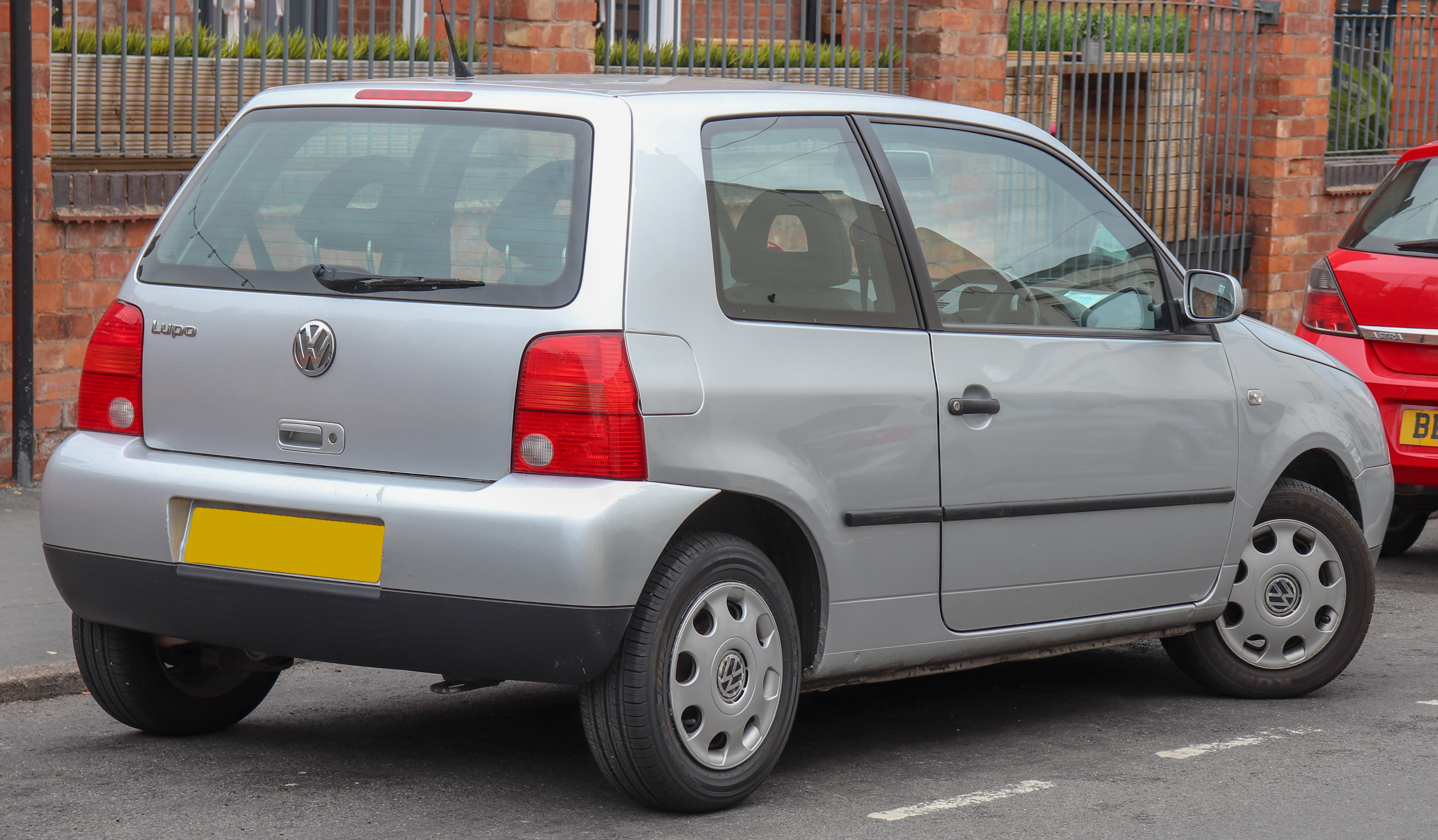
Visão traseira

O Lupo foi lançado em outubro de 1998, para preencher uma lacuna na parte dos modelos compactos da Volkswagen causada pelo aumento do tamanho e peso do Polo. Era uma versão Badge Engineering do companheiro de estábulo, o SEAT Arosa 1997. A versão com volante à direita para o mercado do Reino Unido foi lançada na primavera de 1999. No Japão, foi lançado em julho de 2001.
Tanto Lupo quanto Arosa usam a plataforma A00 que é uma versão abreviada da plataforma A0 do Polo/Ibiza. Inicialmente disponível apenas em duas versões, a versão econômica E e a versão atualizada S; a gama foi posteriormente expandida para incluir uma versão Sport e GTI.
Os motores a gasolina variavam de 1,0 a 1,4 (1,6 para o GTI) com motores diesel de 1,2 a 1,7. As diferenças entre as versões E e S incluíam retrovisores, maçanetas e faixas pintadas, travamento central, vidros elétricos, bancos duplos rebatíveis e vidros traseiros que abrem. O Sport também recebeu escapamento central cromado e faróis de neblina dianteiros como padrão.
Tal como o Arosa, o Lupo foi desenhado por Jozef Kabaň.

### Substituição
As vendas do Lupo foram lentas e não atingiram as metas da Volkswagen, em parte devido a seu alto preço na classe e por ser superior ao de seu carro irmão, SEAT Arosa. Em 2001, uma fonte da Volkswagen afirmou que foi decidido que o Lupo seria eventualmente descontinuado e substituído por um modelo construído na China.
A produção do Lupo foi descontinuada em junho de 2005, e foi substituída no mercado europeu pelo Fox de projeto brasileiro. Devido à decisão da Volkswagen de utilizar o Fox em vez de desenvolver qualquer substituto genuíno para o Lupo, resultou na impossibilidade de a SEAT produzir sua própria versão, resultando no fim da produção do Arosa em junho de 2004. O sucessor espiritual do Lupo, Volkswagen up!, foi lançado em 2011.

## Especificações
- Comprimento: 3524 mm
- Largura: 1803 mm (com espelhos)
- Altura: 1447 mm
- Capacidade de bagagem (bancos traseiros levantados): 130 litros, (bancos traseiros rebatidos) 833 litros
- Peso: 890–1015 kg

## Motorização
| Nome               | Volume             | Cilindros          | Potência           | Torque                      | 0-100 km/h         | Velocidade máxima  | Anos               |
| Motores à gasolina | Motores à gasolina | Motores à gasolina | Motores à gasolina | Motores à gasolina          | Motores à gasolina | Motores à gasolina | Motores à gasolina |
| ------------------ | ------------------ | ------------------ | ------------------ | --------------------------- | ------------------ | ------------------ | ------------------ |
| 1.0 8v             | 997 cc             | 4 cil.             | 49 hp à 5000 rpm   | 8,56 kgf·m à 2750 rpm       | 18.0 s             | 152 km/h           | 1998–2000          |
| 1.0 8v             | 999 cc             | 4 cil              | 49 hp à 5000 rpm   | 8,76 kgf·m à 3000–3600 rpm  | 17.7 s             | 152 km/h           | 1998–2005          |
| 1.4 8v             | 1390 cc            | 4 cil.             | 59 hp à 4700 rpm   | 11,82 kgf·m à 3000 rpm      | 14.3 s             | 160 km/h           | 2000–2005          |
| 1.4 16v            | 1390 cc            | 4 cil.             | 74 hp à 5000 rpm   | 12,84 kgf·m à 3800 rpm      | 12.0 s             | 172 km/h           | 1998–2005          |
| 1.4 16v Sport      | 1390 cc            | 4 cil.             | 99 hp à 6000 rpm   | 12,84 kgf·m à 4400 rpm      | 10.0 s             | 188 km/h           | 1999–2005          |
| 1.4 16v FSI        | 1390 cc            | 4 cil.             | 104 hp à 6200 rpm  | 13,25 kgf·m à 4250 rpm      | 10.0 s             | 199 km/h           | 2000–2003          |
| 1.6 16v GTI        | 1598 cc            | 4 cil.             | 123 hp à 6500 rpm  | 15,49 kgf·m à 3000 rpm      | 7.8 s              | 205 km/h           | 2000–2005          |
| Motores à Diesel   |                    |                    |                    |                             |                    |                    |                    |
| 1.2 TDI            | 1191 cc            | 3 cil.             | 60 hp à 4000 rpm   | 14,27 kgf·m à 1800–2400 rpm | 14.5 s             | 165 km/h           | 1999–2005          |
| 1.4 TDI            | 1422 cc            | 3 cil.             | 74 hp à 4000 rpm   | 19.88 kgf·m à 2200 rpm      | 12.3 s             | 170 km/h           | 1999–2005          |
| 1.7 SDI            | 1716 cc            | 4 cil.             | 59 hp à 4200 rpm   | 11,72 kgf·m à 2200–3000 rpm | 16.8 s             | 157 km/h           | 1998–2005          |

## Versões

### Lupo 3L

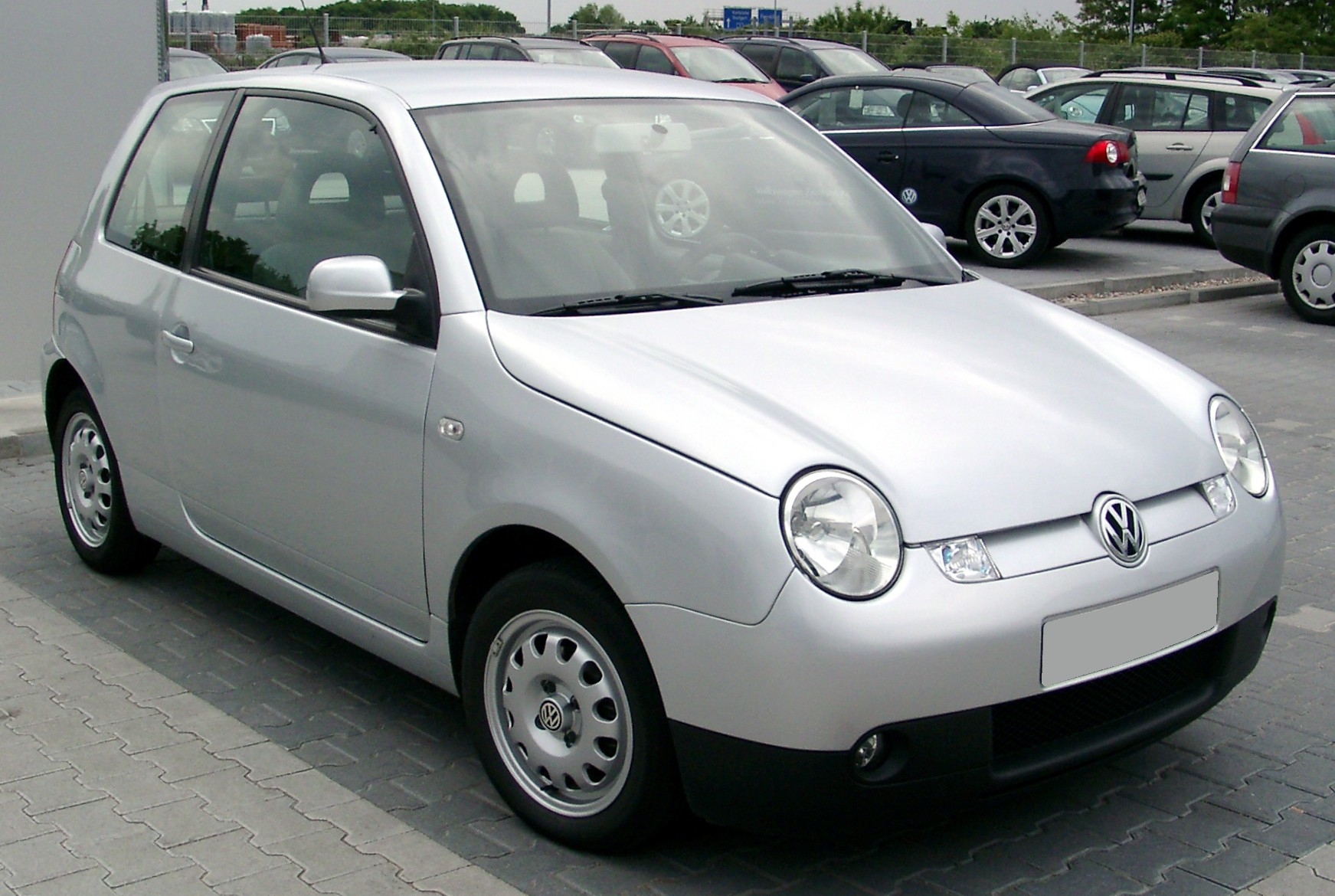
Volkswagen Lupo 3L

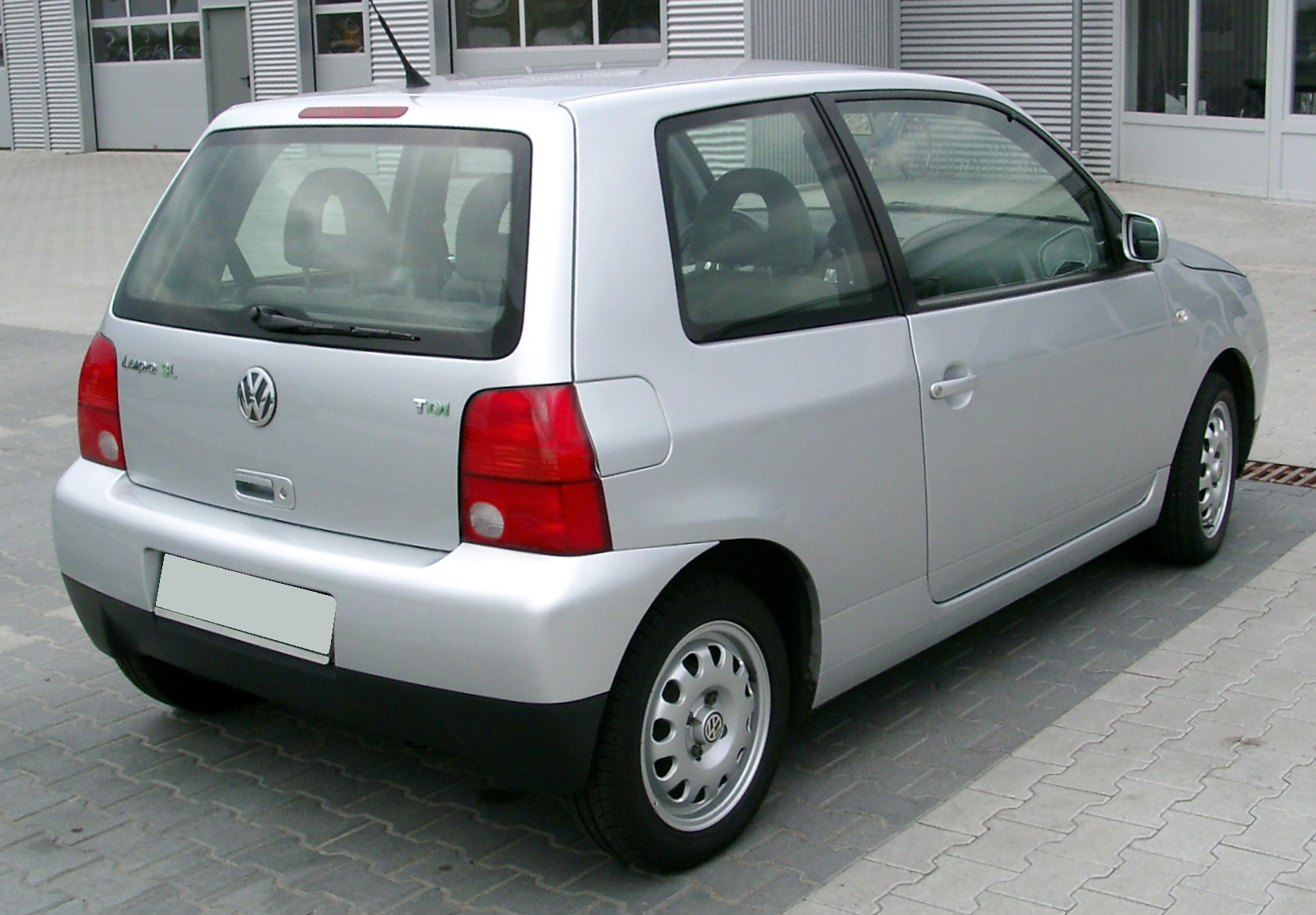
Volkswagen Lupo 3L

O Volkswagen Lupo 3L (Typ 6E) foi uma edição especial feita com a intenção de ser o primeiro carro do mundo em produção em série a consumir apenas 3 litros de combustível por 100 quilômetros (33,3 km/L). Para conseguir isso, o 3L foi significativamente alterado do Lupo padrão para incluir:
- Motor a diesel de 1,2 litros e três cilindros com turbocompressor e injeção direta
- Uso de ligas de alumínio e magnésio para portas, capô (capô), tampa traseira, estruturas dos bancos, bloco do motor, rodas, sistema de suspensão, etc. para atingir um peso de apenas 830 quilogramas (1 800 lb)
- Caixa de transmissão Tiptronic
- Sistema start/stop do motor para evitar longos períodos de inatividade
- Pneus de baixa resistência ao rolamento
- Câmbio semiautomático e embreagem, para otimizar o consumo de combustível, com modo Tiptronic para a caixa de câmbio
- Aerodinâmica alterada, então um {\displaystyle \mathbf {c} _{\mathrm {w} }\,} valor de 0,29 foi alcançado

O 3L, junto ao GTI e o FSI, tinha uma carroceria de aço completamente diferente dos outros Lupos, usando chapas de aço mais finas, porém mais resistentes. O carro tinha transmissão semiautomáica com modo Tiptronic no seletor e sistema de acionamento eletro-hidráulico para embreagem e câmbio. Ele também tinha um modo ECO. Quando ativado, limita a potência a 41 cv (31 kW) (excluindo kick down) e programa a transmissão para mudar no ponto mais econômico.
O modo ECO também ativava a função start/stop, um recurso que era novo nos carros europeus da época.
Para reiniciar, o motorista simplesmente tira o pé do freio e pisa no acelerador. No modo ECO, a embreagem era desengatada quando o pedal do acelerador era liberado para máxima economia, de modo que o carro rodasse livremente o máximo possível, com a embreagem engatada novamente assim que o pedal do acelerador ou do freio fosse tocado. O 3L também possui apenas parafusos nas quatro rodas e tambores de freio de liga leve na parte traseira, com muitos componentes de suspensão de alumínio.
Inicialmente, havia muito poucas opções no 3L, pois as opções acrescentavam peso, o que afetava o consumo de combustível. Os disponíveis inicialmente eram espelhos aquecidos e controlados eletricamente, faróis de neblina e diferentes cores de pintura. Para aumentar as vendas, outras opções foram oferecidas, incluindo direção totalmente elétrica, vidros elétricos e ar condicionado.
Estas opções, no entanto, aumentaram ligeiramente o consumo de combustível. Em julho de 2001, um motorista econômico japonês, Dr. Miyano, usou-o para estabelecer um novo recorde mundial para a circunavegação mais econômica da Grã-Bretanha em um carro padrão de produção a diesel, com um valor médio de economia de combustível de 42,37 km/l (ou 2,36 L/100 km).
Em novembro de 2003, Gerhard Plattner percorreu uma distância de 2.910 milhas (aprox. 4.683 km) por vinte países europeus em um Lupo 3L TDI padrão. Ele alcançou o objetivo de completar esta jornada, que começou em Oslo, na Noruega, e terminou em Haia⁣, na Holanda, com apenas 100 euros em combustível. Na verdade, tudo o que exigiu foram 90, 94 euros, o que corresponde a um consumo médio de 35,97 km/l (2,78 L/100 km).
O Lupo 3L compartilhava motor e caixa de câmbio especial com o Audi A2 1.2 TDI 3L. Fruto desta e de outras alterações, este Audi A2 também é capaz de atingir os mesmos resultados do Lupo 3L.[carece de fontes?] Conforme o manual de instruções do Lupo 3L, o motor 3L também funciona com Biodiesel (RME) sem nenhuma alteração no motor.
Durante o período de produção em série do Lupo 3L, a Volkswagen também apresentou o 1L Concept, um protótipo feito para comprovar a capacidade de produzir um veículo em condições de rodar consumindo apenas 1 litro de combustível por 100 quilômetros (100 km/L).

### Lupo FSi
O Lupo FSi foi o primeiro veículo de produção movido a gasolina com injeção direta produzido pela Volkswagen. Um 5L/100 km 1.4 16v versão a gasolina do Lupo 3L com consumo médio de 20,40 km/L (4,9L/100 km). Este motor de injeção direta, ao lado de um motor convencional com potência semelhante, consome cerca de 30% menos combustível. Tinha uma caixa de velocidades semiautomática, semelhante à do 3L, mas com relações de transmissão diferentes.

Externamente, era quase idêntico a um 3L, mas com uma grade frontal diferente, rodas um pouco mais largas com um design diferente e não tinha o volante de magnésio e o para-choque traseiro do 3L. Os primeiros modelos 3L e FSi tinham portas traseiras de alumínio que eram mais leves e aerodinâmicas do que seus equivalentes Lupo padrão. Os primeiros modelos FSi também tinham um spoiler exclusivo, enquanto os posteriores, sem as portas traseiras de alumínio, eram equipados com o mesmo spoiler do Lupo GTI. O FSi foi vendido apenas na Alemanha, Áustria e Suíça.

### Lupo GTI
O 1.6 L Lupo GTI, lançado para o ano modelo de 2000, foi rotulado como um verdadeiro sucessor do Volkswagen Golf MK1, um dos primeiros verdadeiros hot hatches. O GTI pode ser identificado por seus para-choques totalmente coloridos e escapamentos centrais duplos. Em março de 2002, uma caixa de seis velocidades foi adicionada, juntamente com uma melhor resposta do acelerador, e foi sugerida como concorrente do Mini Cooper, ou do maior Volkswagen Polo GTI.
O GTI apresenta muito mais equipamento padrão que não estava disponível em nenhum outro da linha Lupo, incluindo faróis bi-xenônio, rodas de liga leve Bathurst de 15 polegadas e um interior preto. Com um motor DOHC de dezesseis válvulas e quatro cilindros produzindo 123 hp (92 kW), o GTI tinha uma velocidade máxima de 205 quilômetros por hora (130 mph) e poderia acelerar de 0 a 100 km/h em 7,8 segundos.

## Números de produção
Mais de 477.000 unidades do Lupo foram fabricadas e vendidas ao longo de sua vida.
A produção total por ano de carros VW Lupo é mostrada abaixo:
| Ano    | 1998   | 1999   | 2000   | 2001   | 2002   | 2003   | 2004   | 2005  |
| ------ | ------ | ------ | ------ | ------ | ------ | ------ | ------ | ----- |
| Número | 64.855 | 89.757 | 97.403 | 82.238 | 70.377 | 42.695 | 24.434 | 5.742 |

## Prêmios
- Best Micromini 1999 (Irlanda)[22]

## Literatura
- Hans-Rüdiger Etzold (2012). So wird's gemacht: VW Lupo/SEAT Arosa 1997–2005 (em alemão) 7th ed. [S.l.]: Delius Klasing Verlag. ISBN 978-3-7688-1182-8